# 서울지방보훈청
서울지방보훈청(서울地方報勳廳)은 대한민국 국가보훈부의 소속기관이다. 1985년 1월 1일 발족하였으며, 서울특별시 용산구 이태원로 6에 위치하고 있다. 청장은 고위공무원단 나등급에 속하는 일반직공무원으로 보한다.

## 직무
- 보안·관인관리, 문서의 수발, 예산·회계 및 결산, 공무원의 임용·급여, 그 밖의 인사 사무
- 각종 보훈행사 및 기념사업에 관한 사항
- 국가유공자단체·대한민국재향군인회 및 국가유공자자활용사촌 등의 운영지원
- 국가유공자복지시설 및 보훈회관의 관리
- 국가유공자에 대한 예우에 관한 사항
- 국가유공자 등에 대한 의료지원 및 보건에 관한 사항
- 국가유공자 등에 대한 취업지원 및 취업자사후관리
- 국가유공자 등의 직업훈련에 관한 사항
- 국가유공자 등의 등록 및 결정과 상이·장애 등급 판정결과 통지 등 신체검사에 관한 사항
- 각종 보훈급여금의 지급 및 환수 등에 관한 사항
- 국가유공자 등에 대한 교육지원과 나라사랑정신 함양 및 안보의식 고취를 위한 교육에 관한 사항
- 국가유공자 등에 대한 대부와 그 사후관리
- 국가유공자 등에 대한 주택지원
- 이동보훈복지팀의 운영 및 국가유공자 등에 대한 복지지원에 관한 사항
- 현충시설의 관리·감독 및 지원에 관한 사항
- 제대군인에 대한 취업·창업 지원에 관한 사항
- 제대군인에 대한 직업교육훈련에 관한 사항
- 행정심판 및 소송업무 수행
- 소속 보훈지청에 대한 업무의 지휘·감독

## 연혁
- 1961년 7월 29일: 군사원호청 소속으로 서울지청을 설치하고 소속기관으로 인천·수원·춘천·강릉·원주출장소를 둠.[2]
- 1962년 5월 12일: 원호처 소속 서울지방원호청으로 개편. 출장소를 지청으로 개편하고 직할지청 설치.[3]
- 1969년 9월 20일: 직할지청을 서울서부·서울동부지청으로 개편.[4]
- 1972년 2월 15일: 지청을 지방원호지청으로 개편.[5]
- 1975년 8월 1일: 소속기관으로 의정부지방원호지청 설치. 원주지방원호지청 폐지.[6]
- 1980년 5월 22일: 소속기관으로 서울남부지방원호지청 설치.[7]
- 1981년 11월 2일: 서울지방원호청을 서울원호청으로, 지방원호지청을 원호지청으로 개편. 서울동부원호지청을 서울북부원호지청으로 개편하고 서울서부원호지청을 폐지.[8]
- 1985년 1월 1일: 국가보훈처 소속 서울지방보훈청으로 개편하고 원호지청을 보훈지청으로 개편.[9]
- 2016년 1월 1일: 수원·의정부·춘천·강릉보훈지청을 각각 경기남부·경기북부·강원서부·강원동부보훈지청으로 개편.[10]
- 2017년 2월 28일: 소속기관으로 서울동부보훈지청 설치.[11]
- 2023년 6월 5일: 국가보훈부 소속으로 개편.[12]

## 관할구역
- 서울특별시 중구·용산구·성동구·광진구·마포구·서대문구·강동구·송파구·강서구·양천구·영등포구·은평구

## 조직

### 청장
- 총무과[13]
- 보훈과[13]
- 보상과[14]
- 복지과[14]
- 제대군인지원센터[14]

### 소속기관
보훈지청
| 명칭             | 위치                                   | 관할구역                                                                                         |
| ---------------- | -------------------------------------- | ------------------------------------------------------------------------------------------------ |
| 서울남부보훈지청 | 서울특별시 서초구 효령로 142           | 서울특별시 구로구·금천구·관악구·동작구·강남구·서초구                                             |
| 서울북부보훈지청 | 서울특별시 도봉구 도봉로150나길 6      | 서울특별시 종로구·성북구·동대문구·중랑구·도봉구·강북구·노원구                                    |
| 경기남부보훈지청 | 경기도 수원시 장안구 조원로 8          | 경기도 수원시·안양시·과천시·안산시·평택시·오산시·의왕시·군포시·시흥시·화성시                     |
| 인천보훈지청     | 인천광역시 남동구 남동대로691번길 12   | 인천광역시, 경기도 부천시·광명시                                                                 |
| 경기북부보훈지청 | 경기도 의정부시 평화로 589             | 경기도 의정부시·동두천시·구리시·고양시·남양주시·김포시·파주시·포천시·양주시·연천군·가평군·양평군 |
| 경기동부보훈지청 | 경기도 용인시 기흥구 용구대로 2354     | 경기도 성남시·하남시·광주시·용인시·안성시·이천시·여주시                                          |
| 강원서부보훈지청 | 강원특별자치도 춘천시 후석로440번길 64 | 강원특별자치도 춘천시·원주시·화천군·양구군·홍천군·인제군·철원군·횡성군                           |
| 강원동부보훈지청 | 강원특별자치도 강릉시 동해대로 3310    | 강원특별자치도 강릉시·속초시·동해시·태백시·삼척시·고성군·양양군·정선군·평창군·영월군             |

## 같이 보기
- 국립4·19민주묘지관리소
- 국립이천호국원